# Rollancourt
Rollancourt (Aussprache [ʁɔlɑ̃ˈkuʁ]) ist eine französische Gemeinde mit 273 Einwohnern (Stand: 1. Januar 2022) im Département Pas-de-Calais in der Region Hauts-de-France. Sie gehört zum Arrondissement Montreuil und ist Mitglied im Gemeindeverband Communauté de communes des 7 Vallées. Die Einwohner werden Rollancourtois und Rollancourtoises genannt.

## Geographie
Rollancourt liegt zwischen Arras und dem Ärmelkanal in der historischen Provinz Artois am Ternoise. Umgeben wird Rollancourt von den Nachbargemeinden Béalencourt im Norden, Blangy-sur-Ternoise im Nordosten, Blingel im Osten, Incourt im Südosten, Fresnoy im Süden, Vieil-Hesdin im Südwesten sowie Auchy-lès-Hesdin im Westen und Nordwesten.

## Bevölkerungsentwicklung
| 1962                      | 1968 | 1975 | 1982 | 1990 | 1999 | 2006 | 2012 |
| ------------------------- | ---- | ---- | ---- | ---- | ---- | ---- | ---- |
| 331                       | 304  | 311  | 321  | 276  | 301  | 406  | 321  |
| Quelle: Cassini und INSEE |      |      |      |      |      |      |      |

## Sehenswürdigkeiten
- Kirche Saint-Riquier, seit 1926 Monument historique
- Schloss Rollancourt, heutiger Bau Mitte des 18. Jahrhunderts errichtet

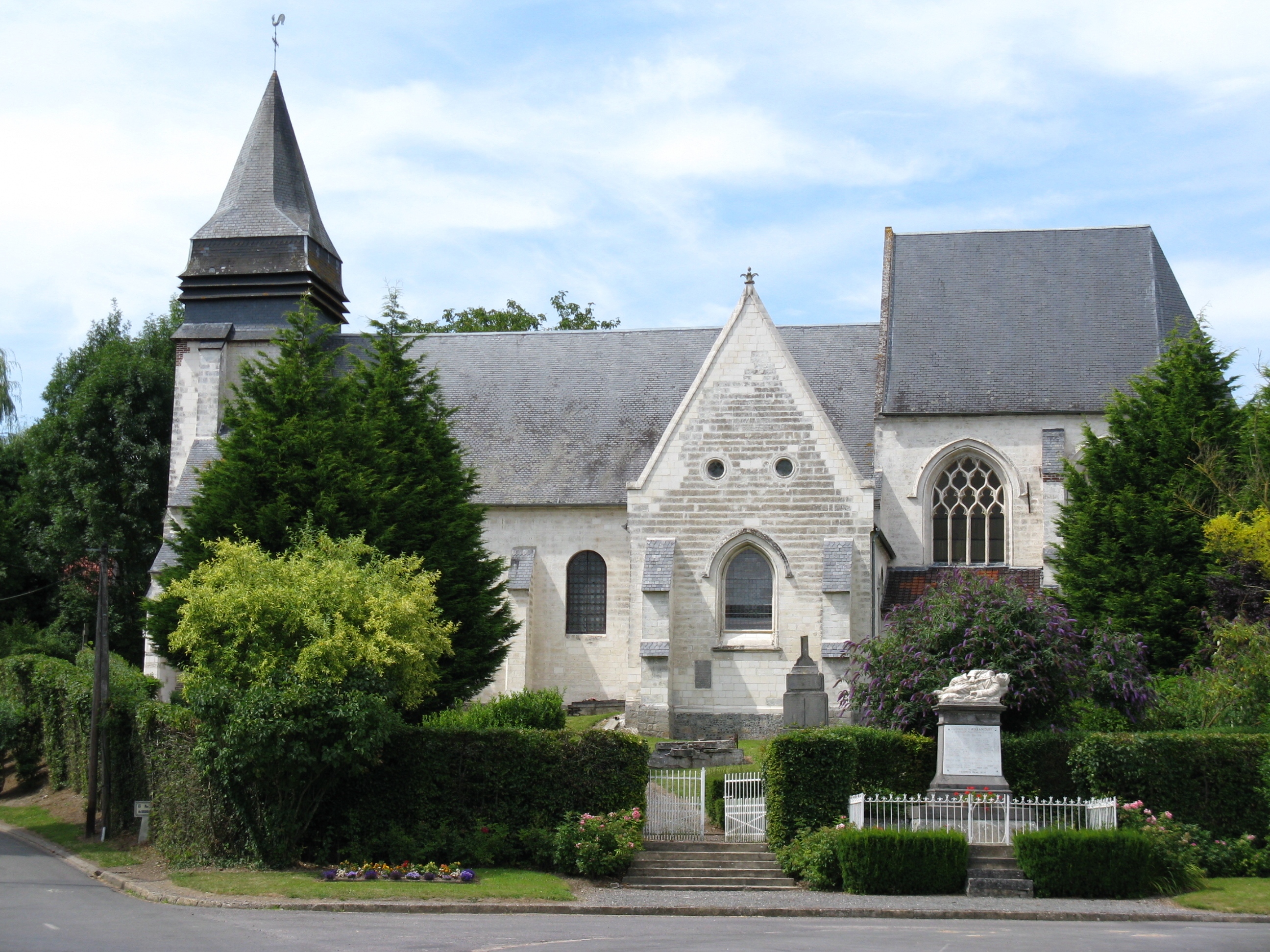
Kirche Saint-Riquier